# Pictures of Starving Children Sell Records
Pictures of Starving Children Sell Records. Starvation, Charity and Rock & Roll. Lies & Traditions to pochodzący z 1986 roku pierwszy album brytyjskiej anarchopunkowej grupy Chumbawamba. Wyjściowym tematem dla tekstów jest krytyka zorganizowanego rok wcześniej koncertu Live Aid – do tego wydarzenia odnosi się pierwszy utwór. Jest to punkt wyjścia do rozważań na temat rzeczywistych przyczyn nędzy w Trzecim Świecie i związanej z nimi krytyki kapitalizmu, postkolonialnej polityki i bogatych społeczności krajów "Pierwszego Świata".

## Lista utworów
1. How to Get Your Band on Television – 8:22
2. British Colonialism and the BBC – 2:51
3. Commercial Break – 1:02
4. Unilever – 4:23
5. More Whitewashing – 3:42
6. An Interlude: Beginning to Take it Back – 2:40
7. Dutiful Servants and Political Masters – 2:15
8. Coca-Colanisation – 2:13
9. ...And in a Nutshell – 0:54
10. Invasion – 5:07